# Camp Grinsbyn
Camp Grinsbyn är en campingplats på Dalboredden, belägen vid sydvästra stranden av sjön Stora Bör, strax norr om E18, i Silleruds församling, Årjängs kommun. Har förr marknadsfört som Dalslands och Götalands nordligaste campingplats, men efter noga efterforskning[källa behövs] så är detta felaktigt.